# Fraktolumineszcencia
A fraktolumineszcencia az a fizikai jelenség, amikor egy anyag a törésekor fényt bocsát ki. A fraktolumineszcencia összetéveszthető a tribolumineszcencia jelenségével, de tribolumineszcencia esetén az anyag dörzsölésekor, itt pedig az anyag eltörése során keletkezik fénykibocsátás, többnyire kristályoknál.

## Magyarázat
Az atomi és molekuláris felépítéstől függően egy kristály eltörésekor elektromos töltéselkülönülés történik: a kristály egyik része pozitív töltésű, míg a másik része negatív töltésű lesz.
Hasonlóan a tribolumineszcens jelenségnél, ha az elektromos töltés elkülönülésekor elegendő nagy potenciálkülönbség keletkezik, akkor a két rész közötti résen és azt kitöltő gázon keresztül kisülés történhet. A potenciál a rést kitöltő gáz dielektromos tulajdonságaitól (dielektromos állandó) függ.

## Demonstráció
A jelenség megfigyelhető, ha mesterséges vagy természetes kvarckristályt eltörnek vákuumban szobahőmérsékleten. A töltésemisszió tíz másodperces nagyságrendben látható, egy nagyságrenddel hosszabb ideig, mint szilíciumalapú üveg esetében. 
A fraktolumineszcens spektrum 250, 430, és 620 nm hullámhosszokon mutat nagyobb kiugrást.
Otthoni körülmények között a mélyhűtőből elővett jég törésekor vagy hirtelen melegedésekor figyelhető meg, elsötétített szobában. Ennek során a törésvonalak mentén fehér fény keletkezik.

## Felhasználása
Kísérletek folynak a földrengéselőrejelzés területén. A talajban, sziklákban lévő szilícium, gránit, és különféle kristályok törésekor fraktolumineszcens fénykibocsátás figyelhető meg.